# 1988-as finn labdarúgó-bajnokság (első osztály)
Az 1988-as finn labdarúgó-bajnokság (Mestaruussarja) a finn labdarúgó-bajnokság legmagasabb osztályának ötvennyolcadik alkalommal megrendezett bajnoki éve volt. A pontvadászat 12 csapat részvételével zajlott. A bajnokságot a HJK Helsinki csapata nyerte.  

## Lebonyolítás
Az alapszakasz 12 csapat részvételével zajlott. Az alapszakasz végén az első 6 helyezett csapat a felsőházban, az utolsó 6 pedig az alsóházban játszott a továbbiakban.

### Alapszakasz
| #  | Csapat           | M  | Gy | D  | V  | RG | KG | Pont |
| -- | ---------------- | -- | -- | -- | -- | -- | -- | ---- |
| 1  | HJK Helsinki     | 22 | 16 | 2  | 4  | 44 | 22 | 34   |
| 2  | Kuusysi Lahti    | 22 | 12 | 5  | 5  | 48 | 25 | 29   |
| 3  | Reipas Lahti     | 22 | 9  | 9  | 4  | 39 | 29 | 27   |
| 4  | RoPS Rovaniemi   | 22 | 8  | 10 | 4  | 31 | 22 | 26   |
| 5  | TPS Turku        | 22 | 8  | 10 | 4  | 25 | 19 | 26   |
| 6  | Haka Valkeakoski | 22 | 8  | 7  | 7  | 32 | 26 | 23   |
| 7  | KePS Kemi        | 22 | 8  | 7  | 7  | 24 | 32 | 23   |
| 8  | Ilves Tampere    | 22 | 7  | 6  | 9  | 31 | 38 | 20   |
| 9  | MP Mikkeli       | 22 | 6  | 8  | 8  | 19 | 29 | 20   |
| 10 | OTP Oulu         | 22 | 5  | 6  | 11 | 24 | 31 | 16   |
| 11 | KuPS Kuopio      | 22 | 3  | 8  | 11 | 18 | 30 | 14   |
| 12 | PPT Pori         | 22 | 0  | 6  | 16 | 21 | 53 | 6    |

### Felsőház
| # | Csapat           | M  | Gy | D  | V  | RG | KG | Pont |
| - | ---------------- | -- | -- | -- | -- | -- | -- | ---- |
| 1 | HJK Helsinki (B) | 27 | 20 | 3  | 4  | 55 | 28 | 43   |
| 2 | Kuusysi Lahti    | 27 | 14 | 6  | 7  | 57 | 30 | 34   |
| 3 | RoPS Rovaniemi   | 27 | 10 | 11 | 6  | 37 | 29 | 31   |
| 4 | Reipas Lahti     | 27 | 10 | 10 | 7  | 47 | 39 | 30   |
| 5 | TPS Turku        | 27 | 10 | 10 | 7  | 29 | 27 | 30   |
| 6 | Haka Valkeakoski | 27 | 10 | 7  | 10 | 41 | 37 | 27   |

### Alsóház
| # | Csapat          | M  | Gy | D  | V  | RG | KG | Pont |
| - | --------------- | -- | -- | -- | -- | -- | -- | ---- |
| 1 | KePS Kemi       | 27 | 9  | 10 | 8  | 29 | 38 | 28   |
| 2 | MP Mikkeli      | 27 | 8  | 10 | 9  | 24 | 33 | 26   |
| 3 | Ilves Tampere   | 27 | 8  | 9  | 10 | 40 | 47 | 25   |
| 4 | OTP Oulu        | 27 | 7  | 9  | 11 | 32 | 36 | 23   |
| 5 | KuPS Kuopio (O) | 27 | 4  | 12 | 11 | 24 | 34 | 20   |
| 6 | PPT Pori (K)    | 27 | 0  | 7  | 20 | 26 | 63 | 7    |

## Külső hivatkozások
- Hivatalos honlap (finnül)
- Finnország – Az első osztály tabelláinak listája az RSSSF-en (angolul)